# Euphorbia gymnonota
Euphorbia gymnonota är en törelväxtart som beskrevs av Ignatz Urban. Euphorbia gymnonota ingår i släktet törlar, och familjen törelväxter.
Artens utbredningsområde är Bahamas. Inga underarter finns listade i Catalogue of Life.